# 43-я ракетная армия
43-я ракетная Краснознамённая армия (другое наименование — Винницкая ракетная Краснознамённая армия) — оперативное объединение в составе Ракетных войск стратегического назначения ВС Союза ССР, а после распада СССР — в составе Вооружённых сил Украины. 
Управление оперативного ракетного формирования дислоцировалось в городе Винница, УССР.

## История

### Советский период
С образованием в СССР 17 декабря 1959 года нового вида вооружённых сил — Ракетные войска стратегического назначения, в войсках происходило укрупнение объединений. На базе управлений ранее существовавших ракетных корпусов и управлений воздушных армий Дальней авиации создавались управления ракетных армий.
43-я ракетная армия (Винницкая ракетная армия) была сформирована к 1 сентября 1960 года на основе управления 43-й воздушной армии Дальней авиации.
Основанием для создания объединения послужили три документа:
- директива Генерального штаба Вооружённых Сил СССР № 71153 от 30 июня 1960 года;
- директива Главного штаба РВСН № 866800 от 18 июля 1960 года;
- приказ командующего 43-й ракетной армии № 001 от 20 августа 1960 года.

При создании 43-й ракетной армии в её состав вошли:
- управление армии — г. Винница;
- 19-я ракетная дивизия — г. Гайсин, Винницкая область, Украинская ССР (после передислоцирована в г. Хмельницкий);
- 37-я гвардейская ракетная дивизия — г. Луцк, Волынская область, Украинская ССР;
- 46-я ракетная дивизия — г. Первомайск, Николаевская область, Украинская ССР;
- 50-я ракетная дивизия — пгт Новые Белокоровичи, Житомирская область, Украинская ССР;
- 35-я ракетная дивизия — г. Орджоникидзе, Северо-Осетинская АССР, РСФСР;
- 43-я гвардейская ракетная дивизия — г. Ромны, Сумская область, Украинская ССР;
- 44-я ракетная дивизия — г. Коломыя, Ивано-Франковская область, Украинская ССР;
- 60-й отдельный ракетный полк — н.п. Пултовцы, Винницкая область.

Всего в ракетной армии было 16 ракетных дивизионов с 64 пусковыми установками.
В сентябре 1960 года в составе 43-й ракетной армии была сформирована 15-я отдельная смешанная авиационная эскадрилья.
Строительство боевых стартовых позиций для ракетных комплексов 43-й ракетной армии закончилось к началу 1963 года.
В 1968 году 43-я ракетная армия принимала участие в стратегических учениях «Весенний гром». В ходе учений был произведён первый в истории РВСН учебно-боевой пуск с боевой стартовой позиции 35-й ракетной дивизии.
19 марта 1970 года в состав 43-й армии была введена 33-я гвардейская ракетная дивизия с дислокацией в г. Мозырь, Гомельская область, Белорусская ССР.
В период с 1960 по 1972 годы был произведён 451 пуск ракет, которые в основном проводились на полигоне Капустин Яр в Астраханской области. Летом 1961 года подразделение армии произвело пуск ракеты Р-12 с ядерной боеголовкой из района г. Воркута. В 1962 году был произведён пуск ракеты Р-14 из района н.п. Оловянная в Читинской области.
В 1967 году 43-я армия была признана лучшей в РВСН по итогам учебного года.
С осени 1969 года в 43-ю армию на вооружение начали поступать новые ракетные комплексы УР-100. Перевооружение закончилось к 1973 году. С 1974 по 1976 годы в 46-й ракетной дивизии произошло перевооружение на ракетные комплексы УР-100Н и УР-100НУ.
30 апреля 1975 года 43-я ракетная армия Указом Президиума Верховного Совета СССР награждена орденом Красного Знамени.
12 декабря 1981 года 35-я ракетная дивизия была выведена из состава 43-й армии.
В период с 1975 по 1977 годы в 33-й ракетной дивизии 43-й армии началось перевооружение со стационарных ракетных комплексов Р-12 и Р-14 на мобильные ракетные комплексы РСД-10 «Пионер».
С 1988 по 1989 годы 33-я ракетная дивизия, располагавшая мобильными комплексами РСД-10 «Пионер», была перевооружена на комплексы второго поколения РТ-2ПМ «Тополь».
30 июня 1990 года была расформирована 50-я ракетная армия, из состава которой в состав 43-й армии были переведены два соединения, которые также были вооружены мобильными комплексами РТ-2ПМ «Тополь»:
- 32-я ракетная дивизия — г. Поставы, Витебская область, Белорусская ССР;
- 49-я гвардейская ракетная дивизия — г. Лида, Гродненская область, Белорусская ССР.

30 апреля 1991 года, в связи с принятием договора по сокращению ядерных вооружений, была расформирована 50-я ракетная дивизия.
На момент распада СССР 43-я ракетная армия имела следующий состав:
- управление армии — г. Винница;
- 19-я ракетная дивизия — г. Раково, Хмельницкая область;
- 32-я ракетная дивизия — г. Поставы, Витебская область;
- 33-я гвардейская ракетная дивизия — г. Мозырь, Гомельская область;
- 37-я гвардейская ракетная дивизия — г. Луцк, Волынская область;
- 43-я гвардейская ракетная дивизия — г. Ромны, Сумская область;
- 46-я ракетная дивизия — г. Первомайск, Николаевская область;
- 49-я гвардейская ракетная дивизия — г. Лида, Гродненская область.

### Период независимой Украины
24 августа 1991 года Верховный Совет Украинской ССР принял Акт провозглашения независимости Украины.
6 декабря 1991 года 43-я ракетная армия вышла из состава Ракетных войск стратегического назначения СССР. Личный состав армии принял присягу на верность народу Украины.
После распада СССР, согласно предложенной Главнокомандующим Объединённых Вооружённых Сил СНГ (ОВС СНГ) маршалом Шапошниковым Е. И. концепции, все силы ядерного сдерживания на территории СНГ должны были образовать Стратегические силы ОВС СНГ.
5 апреля 1992 года Украина заявила о переводе под свою юрисдикцию 43-й ракетной армии, а также соединений стратегической авиации, дислоцированных на её территории. Ни одна из воинских частей, дислоцированных в Украине и вооружённых стратегическим ядерным оружием, не была включена в состав Стратегических сил ОВС СНГ. В это число входили 4 ракетные дивизии 43-й ракетной армии.
Согласно другим источникам, переподчинение 43-й ракетной армии Министерству обороны Украины произошло 31 декабря 1992 года.
Фактически бывшие РВСН СССР были разделены на РВСН Российской Федерации и 43-ю ракетную армию Украины.

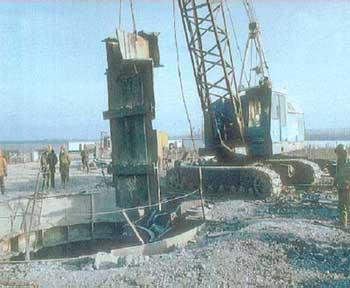
Уничтожение шахтной пусковой установки 43-й ракетной армии Украины.
Первомайск. Николаевская область.
Конец 1990-х годов

3 ракетные дивизии (49-я, 32-я и 33-я) из состава 43-й ракетной армии, которые дислоцировались на территории Белоруссии, имели на вооружении мобильные ракетные комплексы. Начиная с 1993 года ракетные комплексы снимались с боевого дежурства и вывозились на российскую территорию. Судьба данных соединений сложилась следующим образом:
- 32-я ракетная дивизия — расформирована в Белоруссии в начале 1993 года[9];
- 49-я гвардейская ракетная дивизия — была поэтапно выведена на российскую территорию и расформирована к концу 1995 года[10];
- 33-я гвардейская ракетная дивизия — расформирована в Белоруссии в мае 1997 года[11].

14 января 1994 года руководство Украины согласилось на ликвидацию всех ядерных боезарядов с их утилизацией в Российской Федерации. Были подписаны три документа:
- «Соглашение об утилизации ядерных боезарядов»;
- «Основные принципы утилизации ядерных боезарядов Стратегических сил, дислоцированных на Украине»;
- «Соглашение о порядке осуществления гарантийного авторского надзора за эксплуатацией стратегических ракетных комплексов Стратегических сил, расположенных на территории России и Украины».

На январь 1994 года в 43-й ракетной армии находилось 1272 термоядерных боевых блока. До мая 1996 года все боеголовки были демонтированы с ракет и вывезены на утилизацию в Российскую Федерацию. После 1996 года ракетные полки 43-й ракетной армии стали сниматься с боевого дежурства с последующим уничтожением ракетных комплексов и шахтных пусковых установок.
20 августа 2002 года приказом Министра обороны Украины 43-я ракетная армия была расформирована.

## Командующие 43-й ракетной армией
Список командующих 43-й ракетной армией:
- генерал-полковник авиации Тупиков, Георгий Николаевич — 22 ноября 1960 — 25 ноября 1961;
- генерал-полковник Данкевич Павел Борисович — 25 ноября 1961 — 7 июля 1962;
- генерал-полковник Шевцов Александр Григорьевич — 24 августа 1962 — 20 июня 1966;
- генерал-полковник Григорьев Михаил Григорьевич — 20 июня 1966 — 25 апреля 1968;
- генерал-полковник Мелехин Алексей Дмитриевич — 25 апреля 1968 — 15 июля 1974;
- генерал-полковник Забегайлов Юрий Петрович — 15 июля 1974 — 18 декабря 1975;
- генерал-полковник Неделин Вадим Серафимович — 18 декабря 1975 — 15 августа 1982;
- генерал-лейтенант Волков Александр Петрович — 15 августа 1982 — 22 июля 1987;
- генерал-лейтенант Кирилин Валерий Васильевич — 22 июля 1987 — 10 января 1991;
- генерал-полковник Михтюк Владимир Алексеевич — 10 января 1991 — 20 августа 2002.